# Benoît Sokal
Benoît Sokal (Schaerbeek, 28 de junho de 1954 - Witry-lès-Reims, 28 de maio de 2021) foi um escritor e artista de histórias em quadrinhos belga.
Tornou-se conhecido pela série Les Enquêtes de l'inspecteur Canardo. A partir do final da década de 1990, Benoît Sokal também se tornou desenvolvedor de jogos, escrevendo e dirigindo seu primeiro videogame: The Amerzone. Ele continuou nessa direção com vários outros jogos, sendo o mais notável a série Syberia.

## Biografia

### Juventude
Benoît André Sokal nasceu em 28 de junho de 1954, em Schaerbeek, na comuna de Bruxelas. Aprendeu a amar os quadrinhos graças a Tania Vandesande, da livraria Pepperland, em Bruxelas. Aprendeu a amar os quadrinhos graças a Tania Vandesande, da livraria Pepperland em Bruxelas. Após um ano de estudos em medicina veterinária, mudou de direção. Formou-se no Institut Saint-Luc de Bruxelles. Seus primeiros trabalhos foram publicados na revista Le 9e rêve, cujo primeiro número é prefaciado por André Franquin. A revista recebeu o Prêmio de Promoção de Quadrinhos no Festival de Angoulême de 1978.

### Os começos
A partir de 1978, colaborou com a revista belga (À Suivre). Foi nessa época que criou o personagem do Inspetor Canardo, um pato desiludido que arrasta o seu baço pelas páginas do periódico (À suivre) e depois para um universo animal, publicado pela Casterman. Foram publicados vinte e cinco álbuns das aventuras de Canardo, alguns em mais de dez línguas diferentes. Publicou também, em 1988, uma narrativa histórica ambientada durante a Guerra dos Trinta Anos, em colaboração com Alain Populaire, o quadrinho Sanguine e, em 1995, Le Vieil Homme qui n'écrisait plus.

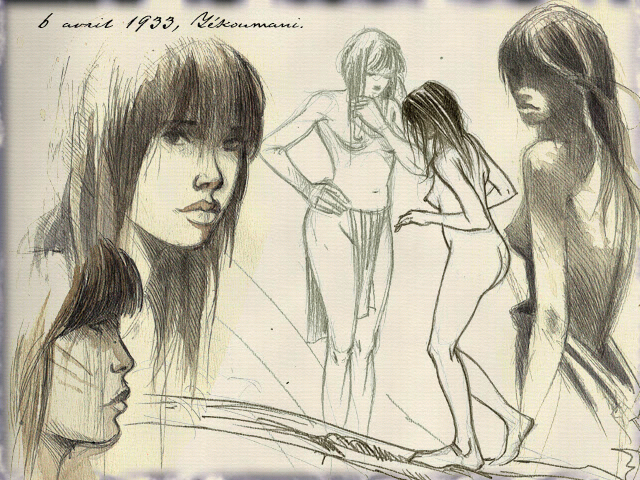
Captura de tela do jogo L'Amerzone (1999), desenho de Sokal.

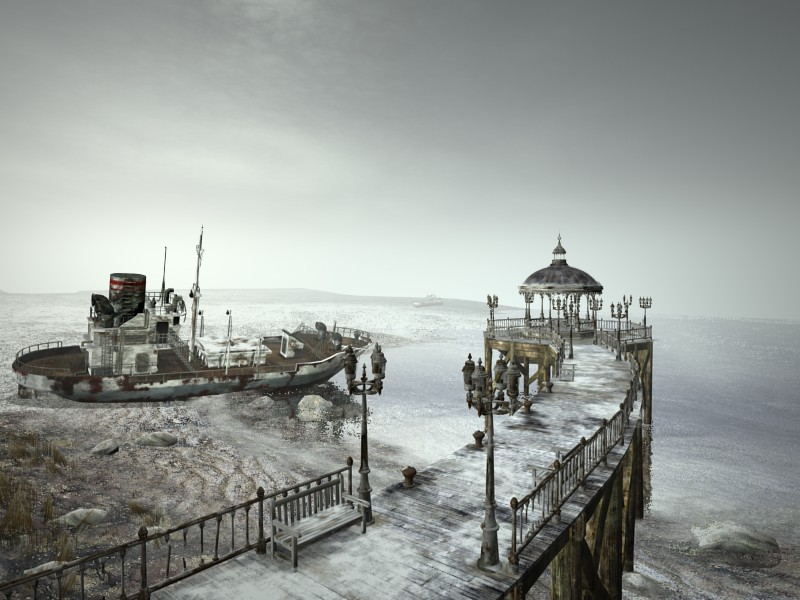
Captura de tela do jogo Syberia (2002).

### Precursor de videogame
No campo da informática, ele foi um dos primeiros a colorir seus quadrinhos usando um computador, em 1994. Ele lançou o projeto de videogame L'Amerzone, para o qual recebeu o apoio de sua editora, Casterman, que então encontrou o parceiro técnico na Microïds. Benoît Sokal dedicou quase quatro anos de trabalho a este título. L'Amerzone vendeu mais de um milhão de cópias. Sokal tornou-se diretor artístico da Microïds por quatro anos.
O livro de arte Amerzone : Souvenirs d'une expédition (Amerzone : Memórias de uma expedição, em tradução livre, de novembro de 1999) se passa no mundo de L'Amerzone. Em 2002, seu segundo videogame, Syberia, foi lançado, no qual ele esteve envolvido em todos os níveis de criação: cenário, desenvolvimento de jogo, produção, gráficos, diálogos , etc. Em 2002, ele recebeu o título de "personalidade do ano" no Phoenix Video Game Awards, organizado pela Mass Media, e Syberia foi coroado o "melhor jogo de aventura do ano" nos Estados Unidos. Em novembro do mesmo ano, publicou Syberia: The World Before com Casterman, em colaboração com Gérard Lemarié, uma coletânea de desenhos e um rascunho de um ensaio filosófico sobre videogames; e abril de 2004 viu o lançamento de Syberia II. No final de 2003, Benoît Sokal criou, junto de Olivier Fontenay e Michel Bams, sua própria produtora, a White Birds Productions, com a qual criou Paradise em 2006 e L'Île noyée em 2007.
Em 2006, Benoît Sokal foi elevado ao posto de oficial da Ordem de Leopoldo II na Bélgica. Foi também condecorado como cavaleiro da Ordem das Artes e das Letras na França.

### De volta à história em quadrinhos
Desde 2008, ele se dedica novamente aos quadrinhos, notadamente com Kraa, cuja primeira obra foi publicada em 2010. Em janeiro de 2011, o videogame L'Héritage secret : Les Aventures de Kate Brooks é lançado, para o qual criou a personagem principal, Kate Brooks. No final de 2012, Benoît Sokal anunciou a sua participação no jogo Syberia III (com a editora Anuman Interactive) e a escrita do roteiro para 2013. Syberia III foi lançado em 19 de abril de 2017 no computador e na maioria dos consoles.
Em agosto de 2019, um quarto jogo foi anunciado, intitulado Syberia: The World Before, então sem data de lançamento divulgada. Desde 8 de outubro de 2020, uma versão demo intitulada Syberia The World Before - Prologue ficou disponível na Steam e no GOG.com. Originalmente planejado para ser lançado em 10 de dezembro de 2021, o jogo de aventura foi adiado para novas melhorias de qualidade. Benoît Sokal morreria durante o seu desenvolvimento em 2021, e o jogo seria enfim lançado em 18 de março de 2022 para o PC.
Junto com seu amigo François Schuiten, Benoît Sokal trabalhou em Aquarica, uma série de fantasia que estava em produção havia vários anos. Em 2014, a adaptação desta história em quadrinhos foi assumida por Benoit Sokal, enquanto a produção do filme foi confiada ao cineasta canadense Martin Villeneuve. O primeiro volume foi lançado em outubro de 2017 pela Rue de Sèvres. Em 2019, Martin Villeneuve, em colaboração com Sokal e Schuiten, produziu um curta-metragem de animação de um minuto, The Crab: Prelude to Aquarica, produzido pela L'Atelier Animation e pela Item 7. O filme foi apresentado no mercado cinematográfico do Festival de Cinema de Cannes de 2019 e será o tema de um longa-metragem de animação. Em abril de 2019, Benoit Sokal recebeu o prêmio Puccinella de carreira 2019 no festival Cartoons on the Bay, em Turim, por todo o seu trabalho em videogames. O artista também compartilhou seu mundo por meio de exposições realizadas na Bélgica e na França.
Benoît Sokal morreu em 28 de maio de 2021 em Witry-lès-Reims, aos 66 anos após uma longa doença. Na época, ele se ocupava na quarta obra de Syberia. O jogo original receberá uma remasterização em 2025.

### Vida privada
Benoît Sokal era casado e vivia em Reims. Seu filho, Hugo, escreveu o roteiro e coloriu vários álbuns da série Canardo.

## Obras

### Álbuns de histórias em quadrinhos
Predefinição:Bibliographie déroulante bande dessinée
- 1988: Sanguine, em colaboração com Alain Populaire, Casterman, coleção "Studio (À suivre)" .
- 1990: Silence, on tue !, Nathan (em colaboração com François Rivière).
- 1995: Le Vieil Homme qui n'écrivait plus, Casterman  — Relançado em 2003.

Predefinição:Bibliographie déroulante bande dessinéePredefinição:Bibliographie déroulante bande dessinée
- 2017-2022 : Aquarica, Rue de Sèvres, adaptação em quadrinhos do projeto de longa-metragem de mesmo nome. Desenvolvido em colaboração com François Schuiten.[31] O segundo volume, interrompido pela morte de Sokal, foi finalizado por Schuiten.[32]

### Coletivos
Predefinição:Bibliographie bande dessinée,Predefinição:Commentaire biblio
Predefinição:Bibliographie bande dessinée,Predefinição:Commentaire biblio
Predefinição:Bibliographie bande dessinée
Predefinição:Bibliographie bande dessinée
Predefinição:Bibliographie bande dessinée

### Livros de arte
- 1999 : Benoît Sokal (1999). Amerzone (em francês). [S.l.]: Casterman. ISBN 978-2-203-38035-6 Benoît Sokal (1999). Amerzone (em francês). [S.l.]: Casterman. ISBN 978-2-203-38035-6 .
- 2002 : Benoît Sokal; Gérard Lemarié (2002). Syberia (em francês). [S.l.]: Casterman. ISBN 978-2-203-34320-7 Benoît Sokal; Gérard Lemarié (2002). Syberia (em francês). [S.l.]: Casterman. ISBN 978-2-203-34320-7 .
- 2006 : Benoît Sokal; Gérard Pangon (2006). Lost Paradise of Maurania (em francês). [S.l.]: Casterman. ISBN 978-2-203-34607-9 .
- 2017 : Benoît Sokal; Sébastien Floch (2017). Tout l'art de Syberia (em francês). [S.l.]: Huginn & Muninn. ISBN 978-2-36480-483-8 Benoît Sokal; Sébastien Floch (2017). Tout l'art de Syberia (em francês). [S.l.]: Huginn & Muninn. ISBN 978-2-36480-483-8 .

### Jogos eletrônicos
- 1999: L'Amerzone
- 2002: Syberia
- 2004: Syberia II
- 2006: Paradise
- 2007: L'Île noyée
- 2017: Syberia III
- 2022: Syberia : Le Monde d'avant

### Exposições

#### Exposições individuais
- De la BD au jeu vidéo[33], [34], Ancien Collège des Jésuites de Reims, du Data invalida (8 avril 2004-) au Data invalida (2 mai 2004) ;
- D'un monde à l'autre / BD et jeu vidéo[35], Quimper, 6 février 2018- au O primeiro parâmetro é necessário, mas foi fornecido incorretamente! de 12 mai 2018 ;
- L'Univers dessiné de Benoît Sokal[36], Reims du 25 février 2022- au O primeiro parâmetro é necessário, mas foi fornecido incorretamente! de 15 octobre 2022 ;
- Aquarica et Syberia, l’univers poétique de Benoît Sokal[37], Palais du Grand large, Saint-Malo du  au O primeiro parâmetro é necessário, mas foi fornecido incorretamente! de 6 juin 2022 ;

#### Exposições coletivas
- Arte em Videojogos – Inspiração Francesa [38], Musée Art Ludie, ParisO primeiro parâmetro é necessário, mas foi fornecido incorretamente! de 25 septembre 2015 NoO primeiro parâmetro é necessário, mas foi fornecido incorretamente! de 6 mars 2016 .

## Recepção

### Prêmios e distinções
- 1981:
  -  Grande Prêmio da Cidade de Paris concedido por Jacques Chirac para Le Chien debout;
  -  Prêmio Saint-Michel de Melhor Roteiro de Comédia por Le Chien debout;[39]
- 1982:
  -  Milou de Mármore de melhor álbum profissional no Festival de Liège;[39]
  -  Melhor história em quadrinhos policial no festival de Reims por La Marque de Raspoutine;[39]
- 1996:  prémio especial no festival de Lille organizado pela SMENO;
- 1999:  Prêmio Pixel-INA, categoria "Jeu" no festival Imagina por L'Amerzone;
- 2006: Cavaleiro da Ordem das Artes e Letras;
- 2007: Oficial da Ordem de Leopoldo II;
- 2011:  prêmio de melhor álbum do ano no festival internacional de quadrinhos de Chambéry para o álbum La Vallée perdue (Kraa);
- 2012:  Prêmio Polar de Melhor Série de Quadrinhos em Cognac pelo álbum Une bavure bien baveuse;
- 2019:  Prêmio de carreira Puccinella no festival Cartoons on the Bay em Turim, por todo o seu trabalho em videogames.